# Pragmática Sanción de Bourges

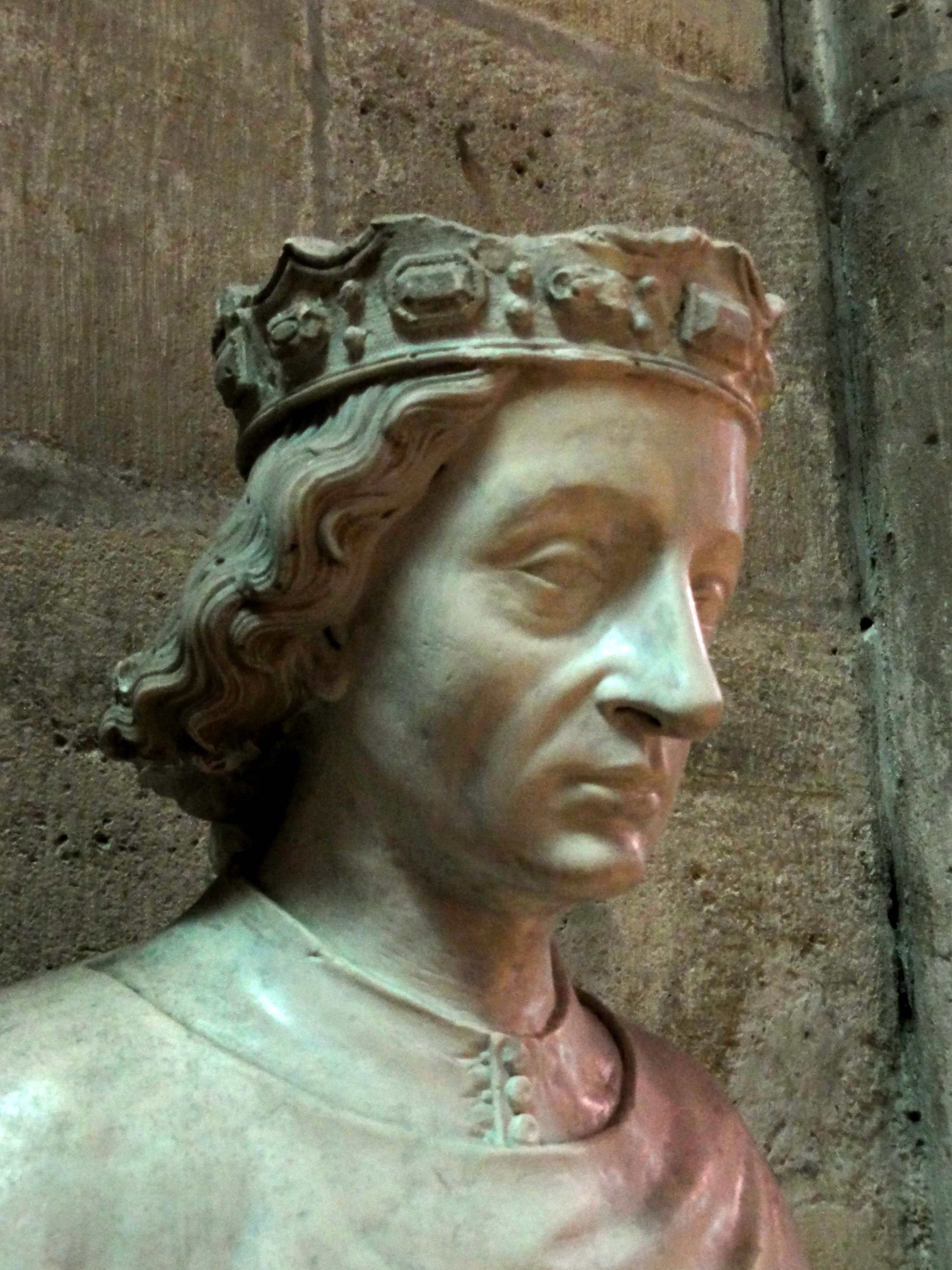
Busto en mármol de Carlos VII, conservado en la basílica de Saint-Denis. Este monarca hizo aprobar esta ordenanza que en la práctica da inicio al galicanismo.

La Pragmática Sanción de Bourges proclamada por el rey Carlos VII de Francia, el 7 de julio de 1438, con el acuerdo del clero francés reunido en Bourges en la que el rey de Francia se declaró guardián de los derechos de la Iglesia de Francia. Esta ordenanza fue el primer paso hacia el galicanismo, abolida ochenta años después por el Concordato de Bolonia (18 de agosto de 1516 ).

## Contexto
La institución del papado católico perdió gran autoridad moral por todos los eventos relacionados con el Gran Cisma de Occidente. El Concilio de Constanza (1418) tomó diversas medidas orientadas a evitar que algo así volviera a ocurrir y para lograr una disciplina interna mayor. No obstante, ni siquiera en Roma el papa gozaba de la autoridad que antaño tuviera, frente al poder de las poderosas familias romanas feudales. Martín V convocó un nuevo concilio, pero murió antes de que tuviera lugar. Eugenio IV fue quien lo convocó en Siena, aunque después lo trasladó a Basilea en 1431.
Pero el papa encontró una violenta oposición en la asamblea conciliar. El concilio proclamó su superioridad sobre el papa y, como revancha, este amenazó con disolver el concilio. El emperador Segismundo y el rey Carlos VII propusieron una mediación para evitar llegar a un  nuevo cisma. Esto permitió encontrar un acuerdo temporal para que prosiguiera el concilio. Se acordó retirar unos aranceles que recibía el papa sobre los bienes eclesiásticos (que habían estado vigentes desde 1306, durante el papado de Clemente V). Para contrarrestar este concilio, el papa convocó otro concilio en Ferrara en enero de 1438. Eugenio IV falló en su intento de ejercer presión sobre las autoridades políticas, con excepción de un pequeño grupo con el que permaneció en Basilea, desde donde transmitía sus decisiones hacia Ferrara.

## Miembros en la asamblea de Bourges
Ante los desórdenes generados por el conciliarismo, Carlos VII decidió organizar la Iglesia de Francia bajo su autoridad, en referencia a las reformas establecidas en Basilea. El 7 de julio de 1438, promulgó una Pragmática Sanción. Con Carlos VII, se reunieron los siguientes obispos y abades de Francia:
- Regnault de Chartres, arzobispo y canciller de Francia.
- Philippe de Coëtquis, arzobispo de Chartres.
- Henri d'Avaugour, arzobispo de Bourges.
- Denis du Moulin, arzobispo de Toulouse.
- Otros 25 obispos
- Numerosos abades y delegados de diferentes universidades y capítulos de Francia.

En esta asamblea el papa Eugenio IV tenía como representantes al arzobispo de Creta y obispo de Digne, Pierre de Versailles. El concilio de Basilea estaba representado por el obispo de Saint-Pons, el abad de Vézelay, por el archidiácono de Metz, Guillaume Hughes, por el canónico de Lyon, Jean de Manze y por Thomas de Courcelles, un eminente doctor en teología.

## Contenido de la Pragmática Sanción
Esta ordenanza retoma, con ciertas modificaciones, una veintena de decretos tomados por el concilio en el espíritu de que él se inscribe y da un estatus particular a la Iglesia de Francia. Ella constituye de algún modo una alianza entre el rey de Francia y el clero, limitando las prerrogativas del papa y reafirmando la supremacía de los concilios frente al papado.
En su preámbulo, la Pragmática Sanción de Bourges denuncia los abusos del papado. En su primer artículo, declara la supremacía de los concilios generales sobre la Santa Sede y limita los poderes del absolutismo papal. De este modo restablece la libre elección de los obispos y de los abades por los capítulos. Suprime las nominaciones hechas por la Santa Sede y su derecho de objeción ante estas nominaciones. El rey obtiene el poder de recomendar candidatos para las elecciones episcopales y abaciales ante los capítulo catedralicio. La Pragmática Sanción fija también una edad mínima para que un varón pueda ser nombrado cardenal, reduciendo la posibilidad del pontífice de elevar un número de impuestos y restringiendo los efectos de la excomunión y de la prohibición. De este modo, la Iglesia de Francia adquirió una gran autonomía respecto de Roma, y el rey se aseguró la lealtad del clero francés.

## Repercusión
Mientras tanto, la Pragmática Sanción fue inaceptable para el papado, a pesar de que esta fuese sostenida desde Carlos VII hasta Eugenio IV contra el antipapa elegido por los rebeldes de Basilea; particularmente, por lo sostenido en el primer artículo. Privada de grandes ingresos monetarios, la Santa Sede pidió la derogación de la Pragmática Sanción, o al menos que fuera profundamente corregida. Se sostuvieron interminables discusiones sobre ella. La Pragmática Sanción fue aceptada en Francia por el clero y la mayor parte de los parlamentarios, con excepciones en Bretaña y en Borgoña.
Varios papas, y en especial Pío II, realizaron grandes esfuerzos diplomáticos para derogar la Pragmática Sanción. La Corona francesa utilizó la promesa de revertir tal disposición para inducir al papado a tomar partido a favor suyo en políticas que satisficieran sus intereses.

## Concordato de Bologna
A pesar de la atenuación de algunas medidas por parte de Luis XI a favor de la conciliación con la Santa Sede, la Sanción permaneció en vigor hasta la firma del Concordato de Bologna por Francisco I de Francia y el papa León X, en 1516. Esto ocurrió después de largas negociaciones entre Francia y la Santa Sede sobre este punto.